# Quérsias
Quérsias (em grego:  Χερσίας, transl. Khersías) de Orcômeno (fl. fim do século VII a.C.) foi um poeta épico da Grécia arcaica, cuja obra é praticamente desconhecida nos dias de hoje. Plutarco apresenta Quérsias como um interlocutor em seu Banquete dos Sete Sábios, descrevendo-o como um contemporâneo de Periandro e Quílon. Quérsias também teria estado presente quando o pai de Periandro, Cipselo, dedicou um tesouro em Delfos. De acordo com o geógrafo Pausânias, a poesia de Quérsias já havia saído de circulação em seu tempo; o autor cita o único fragmento existente então de sua poesia épica, mencionando um discurso dado por Cálipo de Corinto (século V a.C.) aos orcomênios como sua fonte:
| ἐκ δὲ Ποσειδάωνος ἀγακλειτῆς τε Μιδείης Ἀσπληδὼν γένεθ' υἱὸς ἀν' εὐρύχορον πτολίεθρον. | De Posídon e da Mideia de bela fama Asplédon nasceu, um filho na cidade de amplas ruas. |

Este fragmento sugere que Quérsias, como seu aparente contemporâneo, Ásio de Samos, compunha suas obras no gênero da poesia épica genealógica, cujo exemplo mais notório conhecido atualmente é o poema hesiódico Catálogo de Mulheres, de que se conhecem fragmentos. Pausânias relata ainda que Quérsias teria escrito o epitáfio que foi inscrito pelos orcomênios na base da estátua que eles haviam erguido em homenagem a Hesíodo:
| Ἄσκρη μὲν πατρὶς πολυλήιος· ἀλλὰ θανόντος ὀστέα πληξίππων γῆ Μινύων κατέχει Ἡσιόδου, τοῦ πλεῖστον ἐν ἀνθρώποις κλέος ἐστὶν ἀνδρῶν κρινομένων ἐν βασάνῳ σοφίης. | Ascra, rica em trigo, foi sua pátria, porém em morte é a terra dos mínios que conduzem cavalos que abriga os ossos de Hesíodo, cuja fama é maior entre os seres humanos quando os homens são julgados pela pedra de toque da arte. |